# アフトラジオ
アフトラジオ (ロシア語: Авторадио) はモスクワのラジオ局である。 
局ではロシア語と英語の曲を流す 。いろいろなジャンルからバラエティに富んだ音楽を流している。

## 略歴
音楽と情報の放送をしている。放送開始は1993年の4月5日。VKPMメディアグループ(Veshchatelnaya Korporatsiya Prof-Media、 インターロス の傘下)の一部として始まった。
放送はモスクワとモスクワ地域の 90.3 MHz FMとロシア (3つの様々な地域)、アルメニア、ラトビア、インターネット経由の全世界をカバーしている。
VKPMによれば、2006年4月での1日平均の視聴者数は  1,097,000, 件で、モスクワおよびモスクワ地域の視聴者数の 11.6% を占める。
アフトラジオは2010年の カナダバンクーバーでの冬季オリンピックゲームの放送の告知をした。カナダからの放送はロシアのラジオ局の歴史においては初めての事だった。